# The Live History
The Live History — видеоальбом швейцарской готик-метал-группы Lacrimosa. Был выпущен в 2000 году на лейбле Hall of Sermon в форматах VHS и DVD. Альбом приурочен к десятилетнему юбилею Lacrimosa и содержит видео выступлений, снятых в период с самого первого концерта группы в 1993 году по 2000 год. Все записи сделаны в нескольких городах Германии, за исключением одиннадцатой, представляющей собой нарезку с концертов в Мехико.

## Критика
Борис Кайзер, рецензент издания Rock Hard, с сожалением отметил отсутствие на альбоме дополнительных материалов таких, как интервью или комментарии к песням. Однако он похвалил качество изображения и звука песен, записанных в 2000 году. Записи с более ранних концертов, по его мнению, выполнены на уровне бутлегов, тем не менее, имеющих историческое значение. Технические возможности, которые предоставил формат DVD, Кайзер назвал упущенными.

## Список композиций
| №  | Название                    | Город и год записи | Альбом       |
| 1  | Lacrimosa Theme             | Лейпциг, 2000      | Inferno      |
| 2  | Kabinett der Sinne          | Лейпциг, 2000      | Inferno      |
| 3  | Reissende Blicke            | Лейпциг, 1993      | Einsamkeit   |
| 4  | Der letzte Hilfeschrei      | Крефельд, 1993     | Angst        |
| 5  | Satura                      | Штутгарт, 1993     | Satura       |
| 6  | Copycat                     | Берлин, 1995       | Inferno      |
| 7  | Versuchung                  | Берлин, 1996       | Satura       |
| 8  | Schakal                     | Дрезден, 1997      | Inferno      |
| 9  | Ich bin der brennende Komet | Хильдесхайм, 1998  | Stolzes Herz |
| 10 | Halt mich                   | Гамбург, 1999      | Elodia       |
| 11 | Medley                      | Мехико, 1999       | —            |
| 12 | Alles Lüge                  | Лейпциг, 2000      | Alles Lüge   |
| 13 | The turning point           | Лейпциг, 2000      | Elodia       |
| 14 | Tränen der Sehnsucht        | Лейпциг, 2000      | Einsamkeit   |
| 15 | Alleine zu zweit            | Лейпциг, 2000      | Elodia       |
| 16 | Am Ende stehen wir zwei     | Лейпциг, 2000      | Elodia       |
| 17 | Stolzes Herz                | Лейпциг, 2000      | Stille       |

## Хронология выпуска
- — 2000
- — 2004
- — 2005